# Мицунори Јошида
Мицунори Јошида (јап. 吉田 光範; 8. март 1962) бивши је јапански фудбалер.

## Каријера
Током каријере је играо за Џубило Ивата.

## Репрезентација
За репрезентацију Јапана дебитовао је 1988. године. За тај тим је одиграо 35 утакмица и постигао 2 гола.

## Статистика
| Јапан  | Јапан   | Јапан  |
| Година | Наступи | Голови |
| ------ | ------- | ------ |
| 1988.  | 1       | 0      |
| 1989.  | 10      | 1      |
| 1990.  | 0       | 0      |
| 1991.  | 0       | 0      |
| 1992.  | 8       | 0      |
| 1993.  | 16      | 1      |
| Укупно | 35      | 2      |